# Martin Kreuzriegler
Martin Kreuzriegler (* 10. Jänner 1994) ist ein österreichischer Fußballspieler.

## Karriere

### Verein
Kreuzriegler begann seine Karriere beim SV Reichraming. Zur Saison 2008/09 kam er in die AKA Linz. Während seiner Zeit in der Akademie debütierte er im Mai 2012 für den Zweitligisten FC Blau-Weiß Linz in der zweiten Liga, als er am 33. Spieltag der Saison 2011/12 gegen den FC Lustenau 07 in der Nachspielzeit für Boris Arapovic eingewechselt wurde. Bis Saisonende kam er zu zwei Einsätzen für die Linzer in der zweithöchsten Spielklasse.
Zur Saison 2012/13 erhielt er bei den Linzern einen bis Juni 2014 laufenden Vertrag mit Option. In jener Spielzeit kam er zu 15 Zweitligaeinsätzen für die Oberösterreicher. Mit diesen musste er zu Saisonende jedoch den Gang in die Regionalliga antreten. Daraufhin verließ er Blau-Weiß Linz vorerst. Nachdem er jedoch keinen anderen Verein gefunden hatte, kehrte er im September 2013 zu den drittklassigen Linzern zurück. Bis Saisonende kam er zu 13 Einsätzen in der Regionalliga.
Zur Saison 2014/15 wechselte Kreuzriegler zum Zweitligisten SV Horn. Für die Niederösterreicher absolvierte er in jener Saison 25 Spiele in der zweithöchsten Spielklasse. Mit Horn musste er zu Saisonende allerdings ebenfalls in die Regionalliga absteigen. Daraufhin schloss er sich zur Saison 2015/16 dem Zweitligisten SC Austria Lustenau an. Beim Verein aus Vorarlberg konnte er sich jedoch nicht durchsetzen und so kam er nur zu zwölf Ligaeinsätzen.
Zur Saison 2016/17 wechselte er zum Ligakonkurrenten Floridsdorfer AC. Im Juli 2016 erzielte er bei einer 2:1-Niederlage gegen den FC Wacker Innsbruck seinen ersten Treffer in der zweiten Liga. Für die Wiener kam er bis Saisonende zu 32 Einsätzen in der zweiten Liga und erzielte dabei zwei Treffer. Sein zweiter Saisontreffer bei einem 3:0-Sieg gegen den SC Wiener Neustadt im März 2017 wurde zum Tor des Jahres gewählt.
Zur Saison 2017/18 wechselte Kreuzriegler nach Malta zum Erstligisten Hibernians Paola. Sein erstes Spiel in der Maltese Premier League absolvierte er im August 2017 gegen den FC St. Andrews. Bis Saisonende kam er zu 25 Einsätzen in der höchsten maltesischen Spielklasse, zudem absolvierte er bei den Hibernians seine ersten drei Spiele auf internationaler Vereinsebene; mit dem Verein nahm er zu Saisonbeginn an der Qualifikation zur UEFA Champions League teil, bei der man jedoch in der zweiten Runde am FC Red Bull Salzburg scheiterte.
Nach einer Saison im Ausland kehrte Kreuzriegler zur Saison 2018/19 zum inzwischen wieder zweitklassigen Blau-Weiß Linz zurück, wo er einen bis Juni 2020 laufenden Vertrag erhielt. In der ersten Saison nach seiner Rückkehr kam er zu 28 Zweitligaeinsätzen. Im September 2019 gelang ihm bei einer 3:2-Niederlage gegen die SV Ried sein erster Doppelpack in seiner Karriere.
Im Juni 2020 wechselte er während der laufenden Saison nach Norwegen zum Erstligisten Sandefjord Fotball, bei dem er einen bis Dezember 2021 laufenden Vertrag erhielt. In eineinhalb Jahren kam er zu 51 Einsätzen in der Eliteserien. Nach seinem Vertragsende verließ er Sandefjord nach der Saison 2021. Daraufhin wechselte er im Jänner 2022 nach Polen zum Zweitligisten Widzew Łódź, bei dem er im Verlauf der Rückrunde Stammspieler wurde und mit dem er im Sommer 2022 in die Ekstraklasa aufstieg. Im Oberhaus kam er dann in der Saison 2022/23 zu 30 Einsätzen. Nach der Saison 2022/23 verließ er das Team.
Anschließend wechselte er im Juli 2023 ein zweites Mal nach Norwegen, wo er sich Vålerenga Oslo anschloss. Für Vålerenga kam er bis Saisonende aber nur zweimal in der Eliteserien zum Einsatz, aus der er mit dem Hauptstadtklub aber abstieg. Nach 14 Einsätzen in der 1. Division kehrte er im Juli 2024 nach Österreich zurück und wechselte zum Bundesligisten Grazer AK, bei dem er einen bis 2026 laufenden Vertrag erhielt.

### Nationalmannschaft
Kreuzriegler spielte im August 2009 erstmals für eine österreichische Jugendnationalauswahl. Im August 2010 kam er zu zwei Einsätzen für die U-17-Mannschaft. Im November 2011 absolvierte er gegen Bulgarien sein einziges Spiel für die U-18-Auswahl. Im Juni und Oktober 2012 kam er zu zwei Einsätzen für das U-19-Team.